# 刺繡衫節

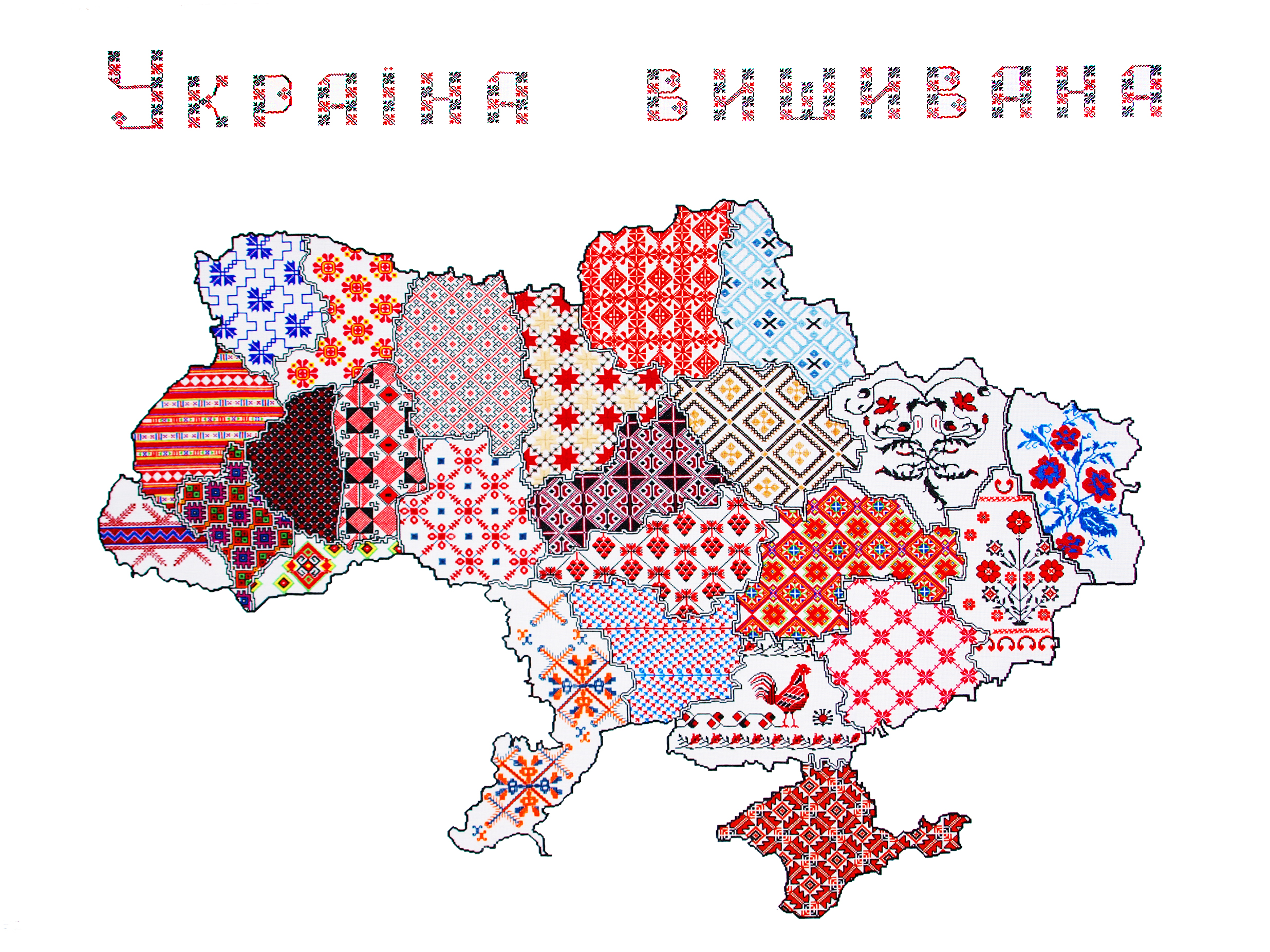
烏克蘭各地花紋樣式

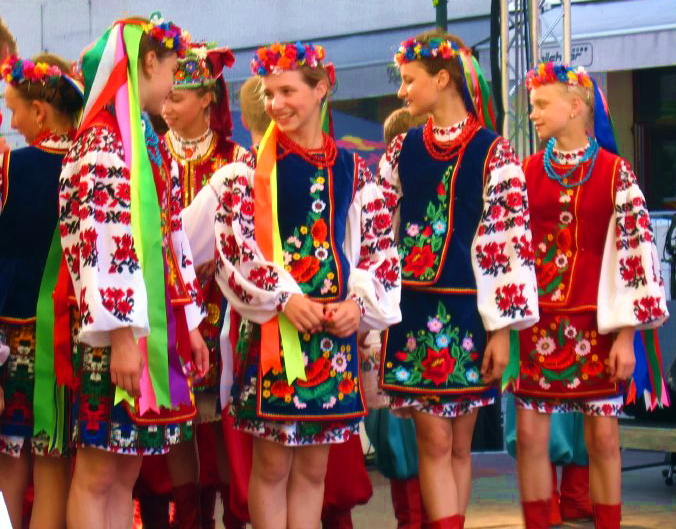
於2006年世界盃比賽期間穿著維什萬卡的數名烏克蘭女性

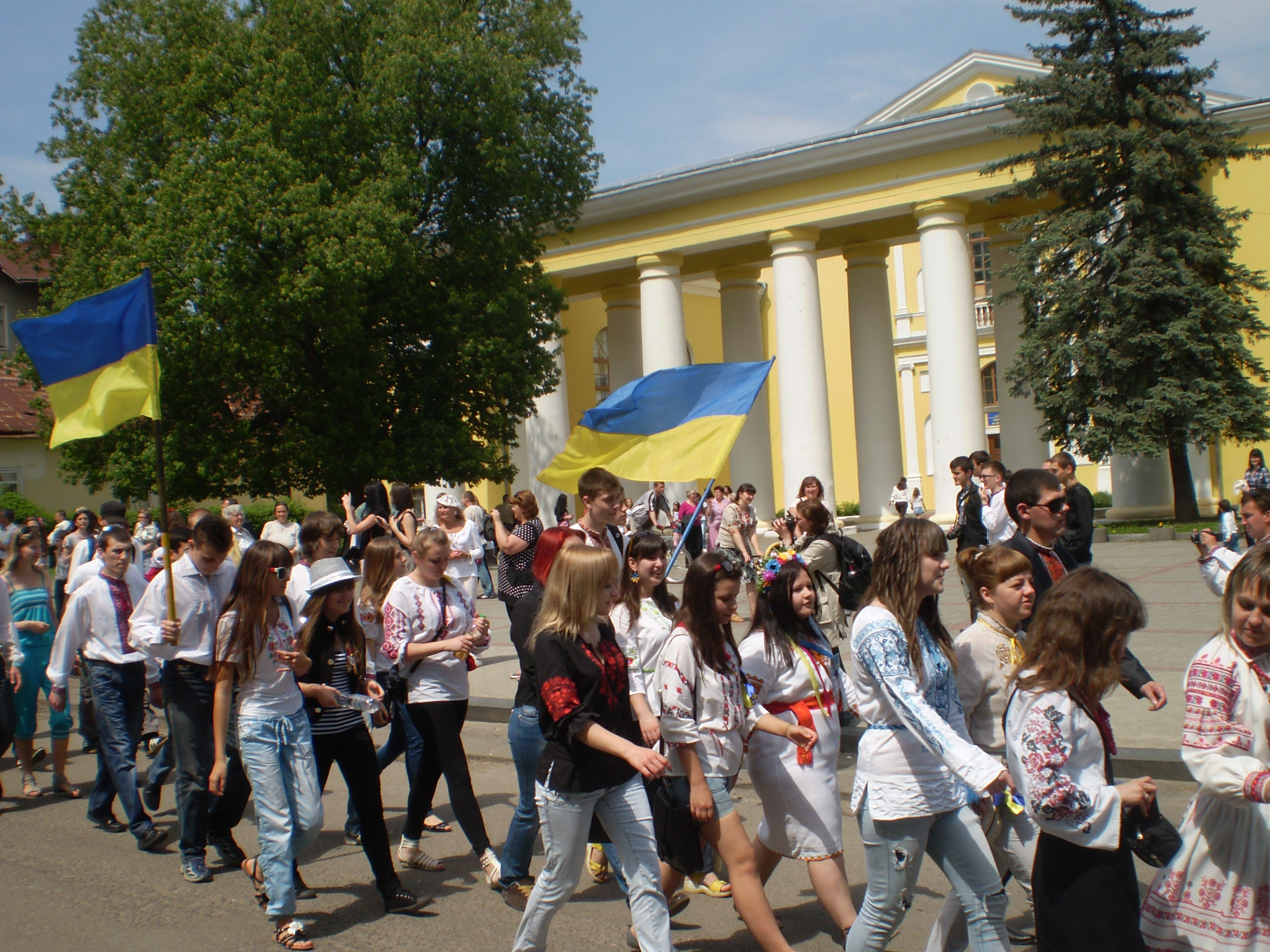
2012年於利維夫省卓霍倍奇人民大廳前參與該節遊行的民眾

全球刺繡衫節（羅馬化：Vsesvitnii den vyshvanky），或依音譯全球維什萬卡日，是全球性的烏克蘭文化節日。於每年5月第3個星期四舉行慶祝活動，該日烏克蘭人穿著傳統服飾維什萬卡參加遊行。

## 歷史
2006年，切尔诺夫策大学歷史政治國關學院的學生萊斯婭·沃羅紐克（羅馬化：Lesia Oleksandrivna Voroniuk）受到同學伊禾爾·日塔留克（羅馬化：Ihor Zhytariuk）與其他同學平時穿著的傳統刺繡衫服飾所啟發，提議同學們擇日，共同穿著刺繡衫。起初數十位師生響應，之後數年推廣到全烏克蘭，並逐漸推廣至全球烏克蘭人以及烏克蘭的支持社群。

## 精神
該節日旨在守護烏克蘭精神，並在年輕族群與大眾間持續推廣。除了穿著傳統刺繡衫維什萬卡，該節活動並未一定伴隨任何其他的節目活動。儘管最初在教職員生的活動構想當中，也舉行音樂會、遊行、競賽、派對、會展活動。只要穿著傳統刺繡衫上班上學，即能參與該節活動，不過更深層的含意也是精神文化面的認同表現，傳統服飾象徵著力量、幸福、美與魅力。
該節也舉行最美刺繡衫或最佳照片網路票選活動。